# 吴式芬故居
吴式芬故居，位于山东省滨州市无棣县旧城南门里，是中华人民共和国山东省文物保护单位之一。
2006年12月7日，授予山东省文物保护单位，是一座古建筑。